# Miconia mariae
Miconia mariae är en tvåhjärtbladig växtart som beskrevs av John Julius Wurdack. Miconia mariae ingår i släktet Miconia och familjen Melastomataceae. Inga underarter finns listade i Catalogue of Life.